# Una strega chiamata Elvira
Una strega chiamata Elvira (Elvira: Mistress of the Dark) è un film commedia horror del 1988 diretto da James Signorelli. Cassandra Peterson riprende il proprio ruolo della conduttrice horror Elvira in questo film che rappresenta il suo debutto cinematografico, e firma la sceneggiatura insieme a John Paragon e Sam Egan.
In Italia il film venne distribuito nelle sale a partire dal maggio 1989 su distribuzione Italian International Film.

## Trama
Dopo aver perso il proprio ruolo di conduttrice televisiva di una trasmissione di film horror, a causa di un fraintendimento che ha fatto pensare ad uno scandalo sessuale, Elvira, la Signora delle Tenebre, scopre di essere stata inclusa nell'eredità della sua defunta prozia Morgana. Appena giunta nella piccola città di Falwell, Massachusetts, la sexy Elvira crea un grosso scompiglio fra i moralisti e puritani abitanti, colpendo tanto gli adolescenti repressi quanto i contadini conservatori con la sua simpatia e le sue forme abbondanti.
Tuttavia il sogno di arricchirsi grazie all'eredità di zia Morgana per Elvira svanisce quando scopre che l'eredità consiste in null'altro che una villa decrepita, uno strano barboncino e un apparentemente inutile libro di ricette (che è in realtà un potentissimo e antichissimo libro di incantesimi). Poco dopo Elvira scopre che il malvagio zio Vincent brama di entrare in possesso del libro: questi farà di tutto per ottenerlo, al punto da convincere la cittadinanza che Elvira è una strega.

## Produzione

### Pre-produzione
Quando il suo personaggio di Elvira era all'apice della popolarità, Cassandra Peterson annunciò l'intenzione di farne un film. Il direttore del casting della NBC Joel Thurm lanciò l'idea di una sitcom al presidente della rete Brandon Tartikoff, che fu entusiasta dell'idea. Tuttavia, la Peterson aveva deciso di portare il personaggio sul grande schermo e c'erano preoccupazioni sul fatto che non ne avrebbe mai avuto l'opportunità se avesse fatto il salto in prima serata. Tartikoff in seguito finalizzò un accordo per la NBC per la produzione di un film, con la possibilità di vari sequel, e infine una serie TV ma finì per lasciare la rete prima che un programma potesse concretizzarsi.
La Peterson e lo sceneggiatore John Paragon si erano conosciuti nel gruppo comico The Groundlings ed egli aveva fatto il proprio percorso lavorativo partendo come ospite speciale ricorrente fino a diventare  sceneggiatore della serie Movie Macabre di Elvira. Sam Egan è stato coinvolto nel progetto perché era uno sceneggiatore televisivo esperto e aveva impressionato la Peterson con la sua sceneggiatura per un episodio che aveva scritto appositamente per lei del programma The Fall Guy. Tartikoff caldeggiava per una trama simile a quella di Harper Valley PTA e, dopo che la prima bozza era stata consegnata, gli sceneggiatori furono costretti ad aggiungere un gruppo di adolescenti, che ha portato a ridurre il tempo sullo schermo per tutti gli altri personaggi.
Dopo aver partecipato con una piccola parte a Pee-wee's Big Adventure, la Peterson pensava che Tim Burton fosse la scelta perfetta per dirigere il suo film, ma questi era impegnato nella produzione di Beetlejuice. Tartikoff alla fine scelse James Signorelli come regista. Sebbene Signorelli avesse un solo lungometraggio al suo attivo, aveva sfornato prolificamente parodie pubblicitarie per il programma Saturday Night Live dal 1977.
La Peterson subì un duro colpo con la morte correlata all'AIDS nel 1986 di Robert Redding, al quale ha dedicato il film e ha dato il suo nome al personaggio di Bob. Lei e Redding avevano collaborato per creare il look di Elvira e lui dipinse il ritratto utilizzato per Morgana Talbot.

### Casting
Molti ruoli sono stati interpretati dai soci di Cassandra Peterson, tra cui Edie McClurg, Tress MacNeille, Joey Arias, Lynne Marie Stewart, Deryl Carroll e il co-sceneggiatore John Paragon.
Il ruolo di "zio Vinnie" era stato scritto appositamente per Vincent Price e, sebbene lui e la Peterson fossero diventati amici, egli rifiutò a causa della vena salace del film. Il produttore Joel Thurm puntò quindi su William Morgan Sheppard per la parte, ma si sentì frustrato vedendo che Sheppard cambiava la sua interpretazione da un'audizione all'altra. Il giorno in cui Sheppard fece un'audizione per i dirigenti della rete, Thurm gli chiese di essere "più malvagio" e Sheppard si attenne a questa indicazione, che gli valse il ruolo.
Il personaggio di Bob Redding fu delineato in modo da essere l'equivalente maschile di una "biondona svampita", ma si ebbero difficoltà a trovare qualcuno che avesse sia l'aspetto che le capacità recitative per farcela. Tutti gli occhi erano puntati su Daniel Greene quando venne all'audizione, il quale si convinse di aver ottenuto la parte grazie a una reazione genuinamente sbalordita e ingenuamente scioccata che aveva avuto per uno dei commenti scurrili della Peterson.

### Riprese
Il film è stato girato in un arco di otto settimane, dal 20 gennaio al 18 marzo 1988. Le prime scene sono state girate in una pista da bowling a La Crescenta-Montrose, in California.
Uno dei problemi maggiori era il co-protagonista della Peterson, Binnie, un barboncino lunatico a cui non piaceva nessuno tranne il suo addestratore. La Peterson non permise che si usasse una tintura permanente sul pelo del cane, e fu quindi utilizzata una miscela di coloranti vegetali che doveva essere ritoccata e riapplicata ogni giorno. Il cane si comportò spesso in modo indisciplinato e attaccò Kurt Fuller alla caviglia lasciandogli cicatrici; inoltre, è stato necessario doppiare intere scene per nascondere i comandi dell'addestratore.

## Colonna sonora
La colonna sonora originale del film fu composta da James B.Campbell e comprende il brano musicale I Put A Spell On You interpretato da Joanna St. Claire.

## Accoglienza

### Critica
Sul sito web aggregatore di recensioni Rotten Tomatoes, che classifica le recensioni solo come positive o negative, il 50% di 22 recensioni sono positive. Caryn James nel New York Times ha valutato il film 2/5 nel 1988 dicendo che "ci sono solo un paio di momenti freschi e divertenti".
Scrivendo per il Washington Post nel 1999, Richard Harrington ha detto che il film "è umorismo demenziale, una versione gotica e femminile di Pee-wee's Playhouse. (...) [Elvira è] divertente, una ragazza della Transilvania cresciuta fino a diventare la regina dei B-movies, ma dopo 96 minuti potresti iniziare a pensare con più affetto a quei classici camp degli anni '50 e '60 che la caratterizzano".
Anthony Arrigo ha detto in Dread Central nel 2020 che "Elvira è riuscita a trasformare un personaggio apparentemente ossimorico in un nome familiare, costruito sul suo aspetto prosperoso, sull'arguzia e sul carisma instancabile". Daniel Barnes ha detto nel 2020 che "questo... monotono film rinuncia all'ambiguità e alla sottigliezza a favore di una raffica di battute non divertenti sulle tette". Su Nashville Scene nel 2021, Jason Shawhan ha detto che è "esagerato, spiritoso e sempre desideroso di spingere i limiti osceni di un film non adatto ai minori di 13 anni".

### Incassi
Cassandra Peterson ha dichiarato che la società di distribuzione del film ha cessato l'attività letteralmente il giorno prima dell'uscita, facendo scendere il numero di sale che proiettavano il film da oltre 2500 a circa 500, il che ha comportato un basso botteghino. Il film ha incassato in patria 5 596 267 di dollari.

## Riconoscimenti
1988 - Razzie Award
- Candidatura per la Peggior attrice protagonista a Cassandra Peterson

1988 - Stinker Award
- Candidatura come Peggior film a Eric Gardner e Mark Pierson

1990 - Saturn Award
- Candidatura per la Miglior attrice protagonista a Cassandra Peterson

1990 - Fantasporto
- Candidatura come Miglior film

2012 - Horror Hall of Fame
- Horror Host Hall Of Fame Plaque a Cassandra Peterson

## Sequel
Nel 2002 Elvira Movie Company e Media Pro Pictures hanno distribuito il film La casa stregata di Elvira, sequel ufficiale di Una strega chiamata Elvira.